# Breitscheidstraße 30 (Quedlinburg)

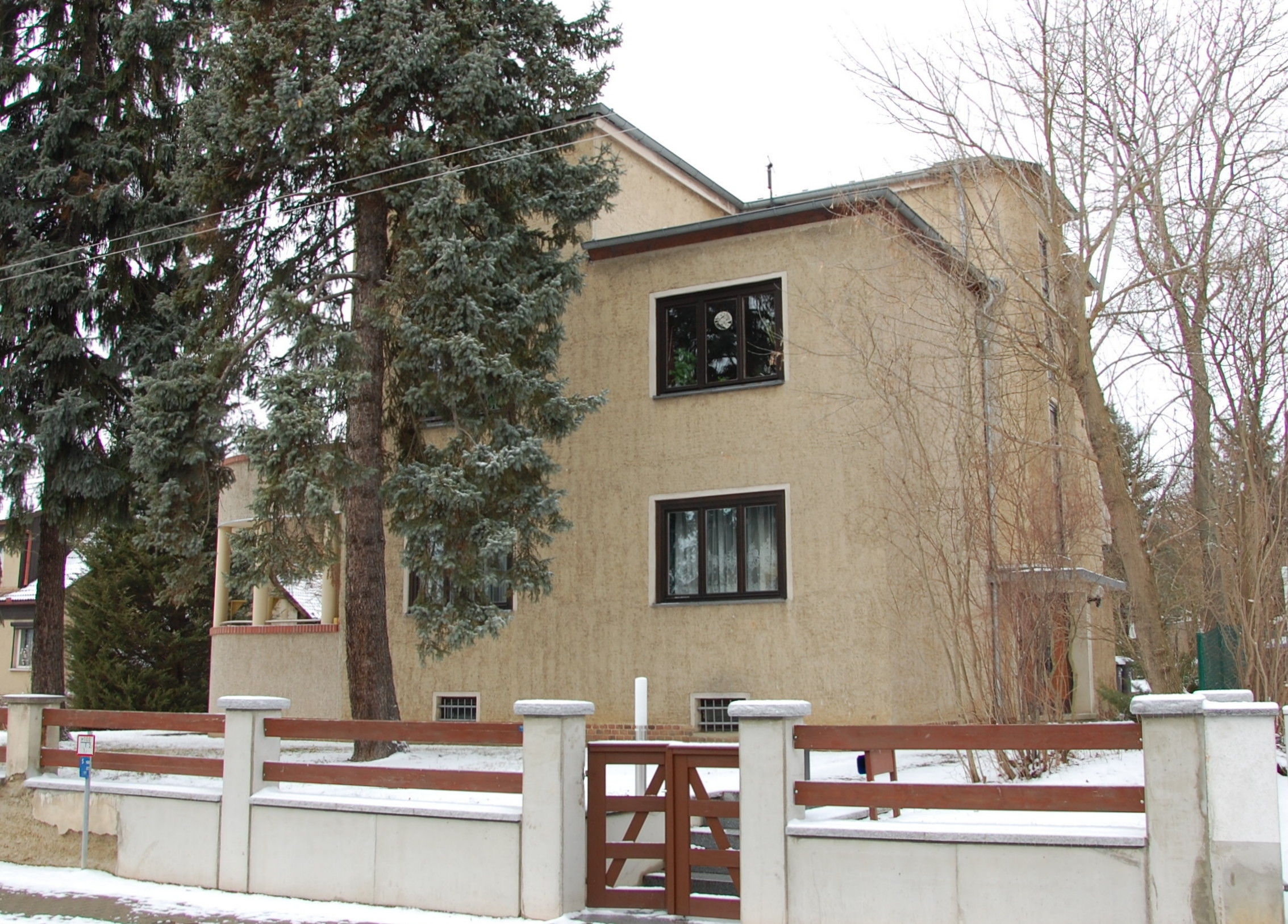
Haus Breitscheidstraße 30

Das Haus Breitscheidstraße 30 ist ein denkmalgeschütztes Gebäude in der Stadt Quedlinburg in Sachsen-Anhalt.

## Lage
Das Gebäude befindet sich westlich der historischen Quedlinburger Innenstadt auf der Westseite der Breitscheidstraße und gehört zur denkmalgeschützten Häusergruppe Breitscheidstraße 22, 24, 26, 28 und 30. Es ist im Quedlinburger Denkmalverzeichnis als Siedlungshaus eingetragen. Nördlich befindet sich das gleichfalls als Einzeldenkmal verzeichnete Haus Breitscheidstraße 28. 

## Architektur und Geschichte
Das verputzte Wohnhaus entstand im Jahr 1930 nach einem Entwurf des Architekten Herbert Puls. Der gestaffelte kubische Baukörper präsentiert sich in sachlich-funktionaler Formensprache. An der Südwestseite des mit einem Flachdach gedeckten Hauses befindet sich ein halbrunder vorschwingender Erker, auf dessen Dach eine Terrasse angeordnet ist.